# Jungfrulinsfly
Jungfrulinsfly, Phytometra viridaria, är en fjärilsart som beskrevs av Carl Alexander Clerck 1759. Jungfrulinsfly ingår i släktet Phytometra och familjen nattflyn, Noctuidae. Enligt rödlistan i respektive land är arten nära hotad, NT i Sverige och Finland. Artens livsmiljö är torra gräsmarker, ängsmark och hedar. Inga underarter finns listade i Catalogue of Life.

## Bildgalleri

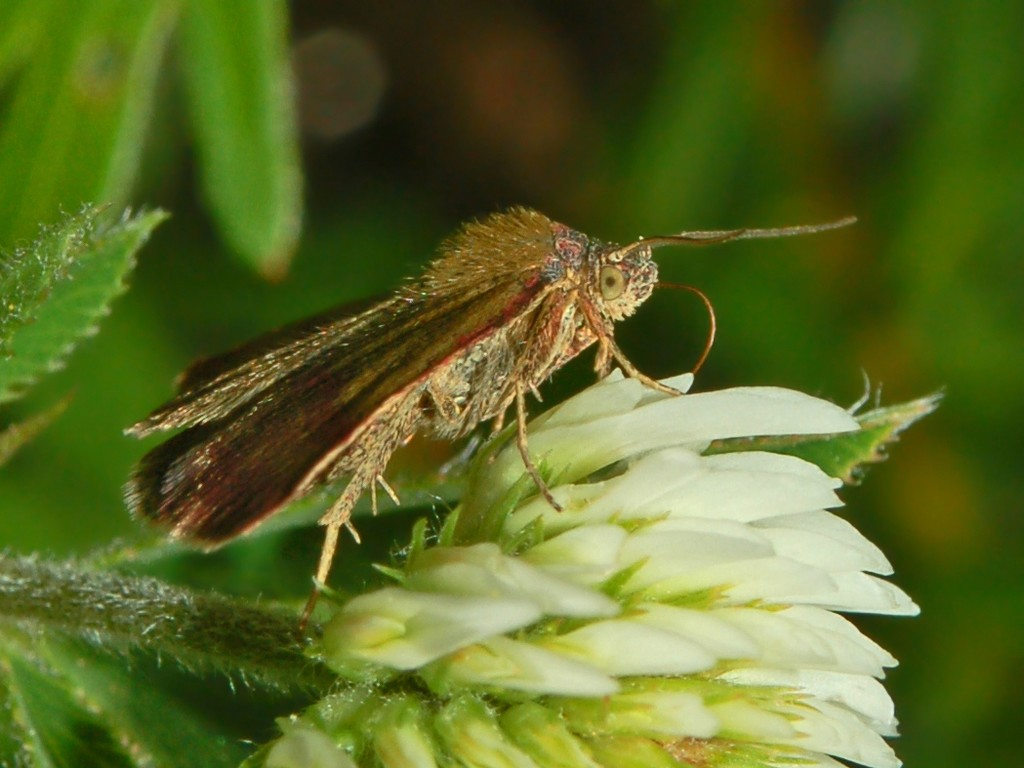
Imago fjäril
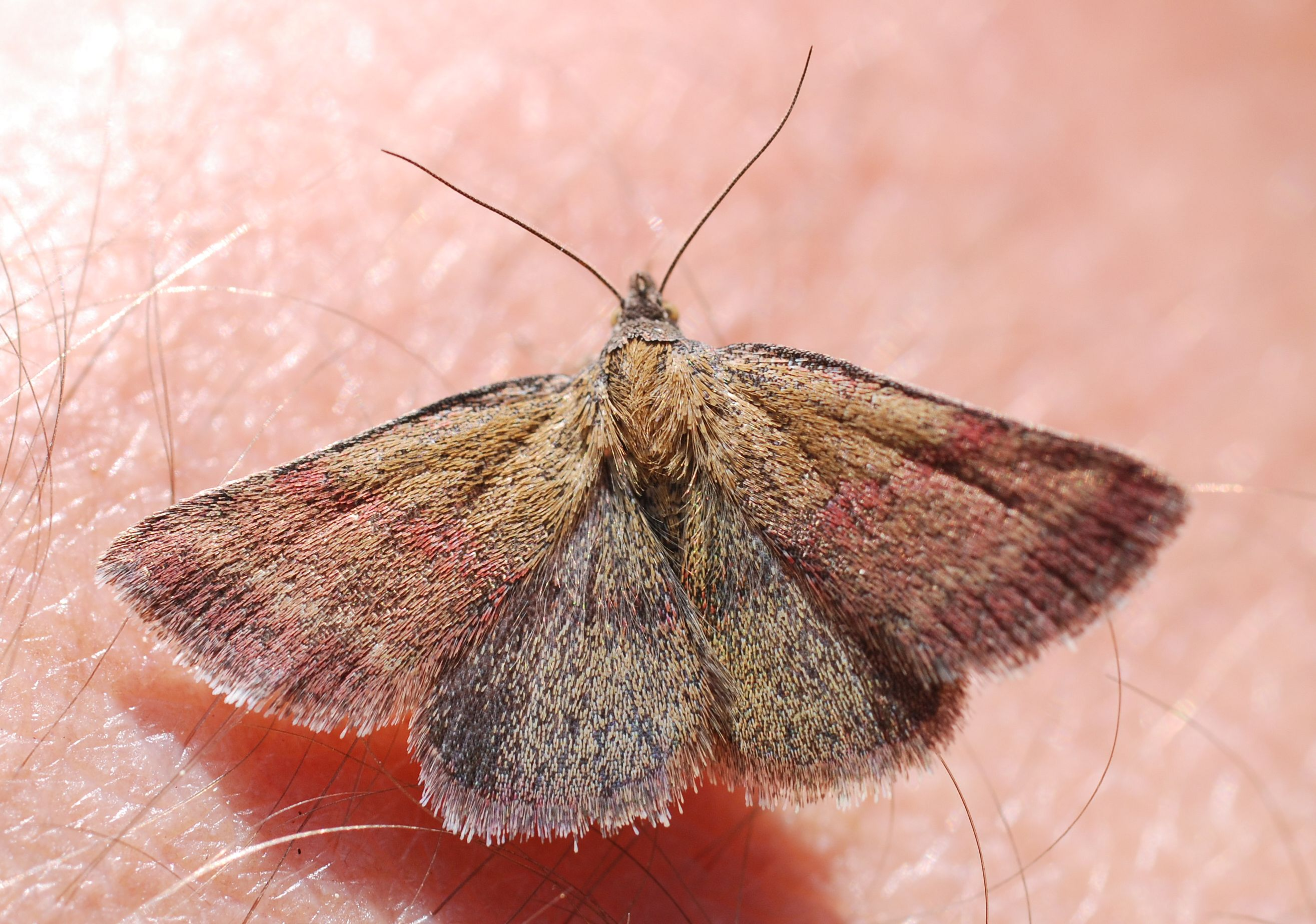
Imago fjäril
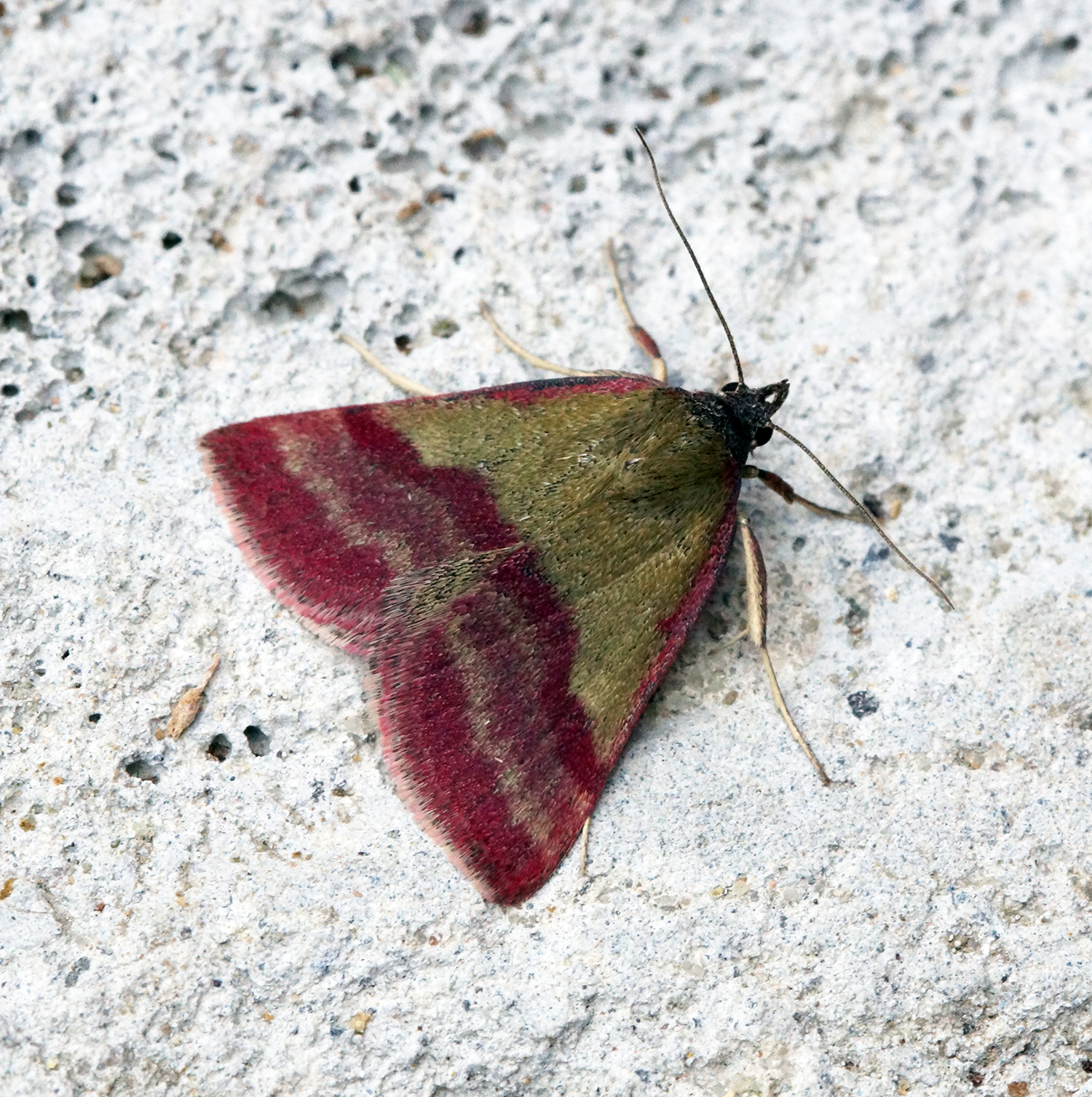
Imago fjäril
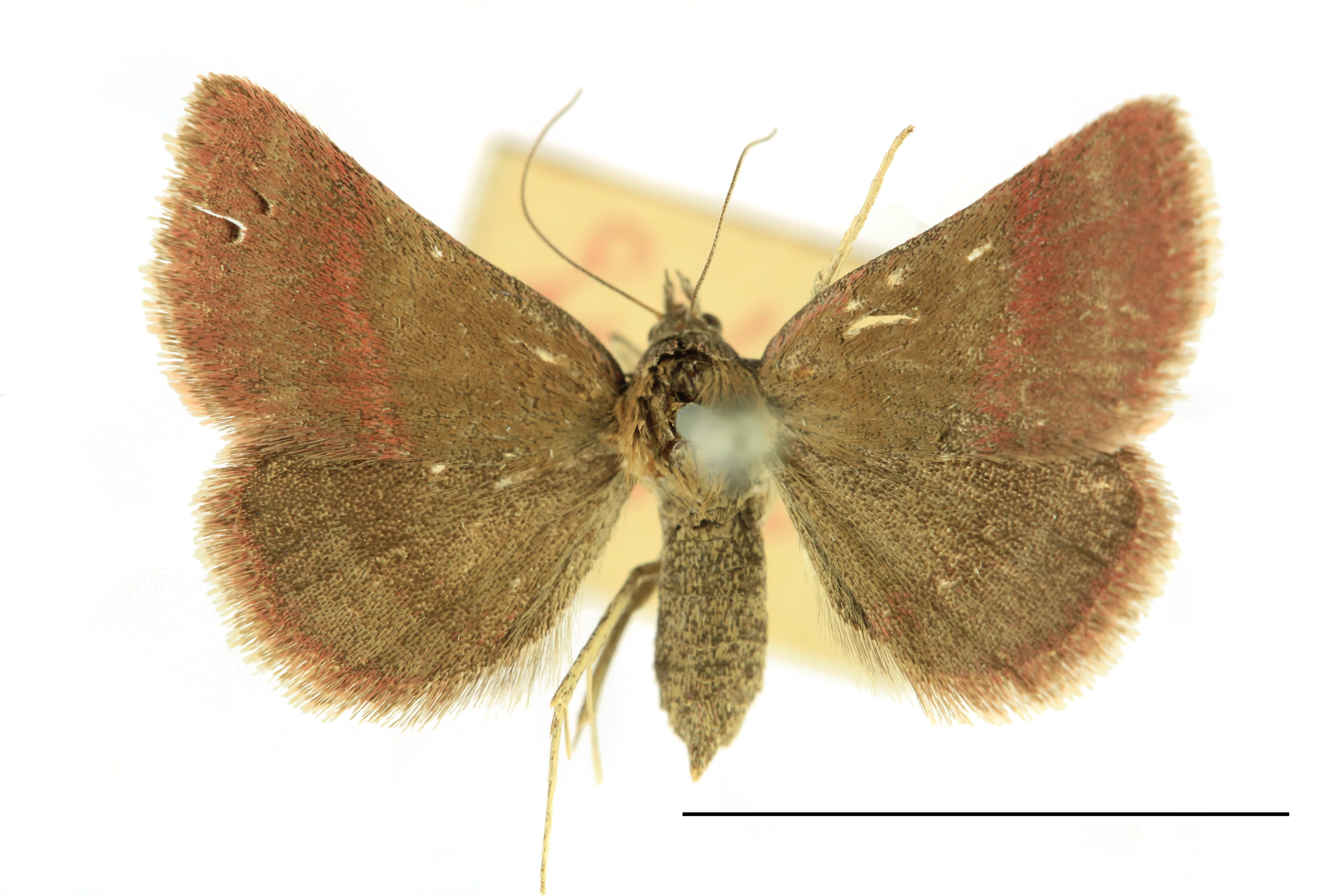
Preparerad (uppnålad) imago fjäril